# Орто-Сурт
Орто-Сурт (рос. Орто-Сурт) — село у Гірському улусі Республіки Сахи Російської Федерації.
Населення становить 588  осіб. Належить до муніципального утворення Маганинський наслег.

## Історія
Згідно із законом від 30 листопада 2004 року органом місцевого самоврядування є Маганинський наслег.

## Населення
| 1989 | 2001 | 2002 | 2007 | 2009 | 2010 | 2011 |
| ---- | ---- | ---- | ---- | ---- | ---- | ---- |
| 507  | ↘506 | ↗516 | ↘511 | ↗531 | ↗536 | ↗537 |
| 2012 | 2013 | 2014 | 2015 | 2016 | 2017 | 2018 |
| ↗543 | ↗549 | ↗568 | ↘565 | ↗590 | ↘586 | ↗588 |